# Vanes Martirosyan
Vanes Norikovich Martirosyan (in armeno Վանես Մարտիրոսյան?; Abovyan, 1º maggio 1986) è un pugile statunitense di origini armene.
Soprannominato The Nightmare, è stato sfidante per il titolo mondiale dei pesi superwelter e dei medi.
Come dilettante ha rappresentato la propria nazione ai Giochi olimpici di Atene 2004 nella categoria dei pesi welter.

## Biografia
Nato nella città armena di Abovyan, all'età di quattro anni si trasferì con la famiglia a Glendale, negli Stati Uniti d'America.

## Carriera

### Carriera amatoriale
Ebbe una carriera amatoriale di discreto successo, culminata con la partecipazione ai Giochi olimpici di Atene 2004, dove fu sconfitto ai punti al secondo round dal cubano Lorenzo Aragón. 

### Carriera professionale
Martirosyan debuttò da professionista l'8 aprile 2005, sconfiggendo il messicano Jesse Orta per decisione unanime dopo quattro round. Venne quindi preso sotto l'ala del promotore Bob Arum e del manager Shelly Finkel.
Il 5 maggio 2018 sfidò il campione dei pesi medi Gennadij Golovkin per i titoli WBA (Super), WBC e IBO di categoria, sostituendo il messicano Saúl Álvarez (risultato positivo al doping). Fu sconfitto per KO alla seconda ripresa.